# Jerzy Kochan
Jerzy Waldemar Kochan (ur. 29 listopada 1952 w Gdańsku) – polski filozof, socjolog, antropolog kulturowy, profesor w Instytucie Filozofii Uniwersytetu Szczecińskiego, gdzie pełni funkcję kierownika Zakładu Filozofii Kultury.

## Życiorys
Absolwent historii i filozofii Uniwersytetu Wrocławskiego. Studia historyczne zakończył pracą magisterską pisaną pod kierownictwem prof. Wojciecha Wrzesińskiego na temat słowianofilstwa polskiego w Galicji przed pierwszą wojną światową Oblicze ideowo-polityczne „Świata Słowiańskiego”. Równoległe studia filozoficzne zakończył pracą magisterską poświęconą teorii formacji socjalistycznej. Promotorem pracy magisterskiej, jak i późniejszej pracy doktorskiej był prof. Jarosław Ładosz. Doktorat Klasy społeczne. Z historii pojęcia ukazał się nakładem Kolegium Otryckiego. Członek redakcji pisma „Colloquia Communia”.
Pracował najpierw w Instytucie Filozofii, Socjologii i Logiki na Uniwersytecie Wrocławskim, a potem, od roku 1987, na Uniwersytecie Szczecińskim. Habilitację otrzymał na podstawie książki Wolność i interpelacja (przewód habilitacyjny na Uniwersytecie Wrocławskim, recenzenci: prof. A. Chmielewski, prof. J. Lipiec, prof. M. Siemek).
Jego praca teoretyczna dotyczy głównie historii filozofii, filozofii społecznej i filozofii politycznej. Źródłem inspiracji jest klasyczna filozofia niemiecka, a zwłaszcza heglizm, twórczość Karola Marksa, szkoła frankfurcka, althusserowski marksizm strukturalistyczny i różnego rodzaju ruchy kontestacyjne i kontrkulturowe (m.in. sytuacjonizm, feminizm).
W książce Klasy społeczne. Z historii pojęcia przedstawił historię pojęcia klas społecznych w polskiej myśli społecznej od 1945 do połowy lat 80. Jest to w istocie rzeczy analiza historii marksizmu w Polsce po II wojnie światowej, a jednocześnie całościowe krytyczne studium pojęcia klasy społecznej. W późniejszej książce poświęconej wolności, Wolność i interpelacja, otrzymujemy oryginalną koncepcję wolności jako „medium interpelacji i socjalizacji”. Wolność jest tutaj definiowana jako zjawisko ze sfery komunikacji społecznej. To nowe pojmowanie wolności czerpie inspirację z analizy klasycznej filozofii niemieckiej (Kant, Fichte, Hegel) oraz z dorobku teoretycznego współczesnej filozofii (Louis Althusser, Theodor Adorno, Isaiah Berlin, Michel Foucault), filozofii dialogu, dekonstrukcji, postmodernizmu i teorii feministycznej. Książka zawiera również krytyczną analizę pojmowania wolności w marksizmie, liberalizmie i postmodernizmie.
Życie codzienne w matriksie. Filozofia społeczna w ponowoczesności to propozycja teoretyczna będąca próbą zastosowania nowoczesnej analizy do różnych zjawisk współczesności (szkice dotyczące twórczości Karla Jaspersa, Zygmunta Baumana, Jeana Baudrillarda, Oświecenia w Polsce, patriotyzmu, globalizacji i alterglobalizmu, markiza de Sade'a). Autor określa swoją perspektywę teoretyczną jako neoklasycyzm teoretyczny i traktuje go jako formę zniesienia, przezwyciężenia w sensie heglowskim, różnych współczesnych nurtów filozoficznych w duchu myśli marksistowskiej.
Redaktor naczelny czasopisma filozoficznego „Nowa Krytyka”. Członek Rady Programowej krakowskiego pisma „Forum Myśli Wolnej”. Członek założyciel i od 6 lutego 2010 r. wiceprezes Polskiego Towarzystwa Hegla i Marksa. Od 6 stycznia 2016 r. prezes Stowarzyszenia Marksistów Polskich. Członek Polskiego Stowarzyszenia Racjonalistów. Były członek Rady Krajowej partii Zieloni 2004. Po wystąpieniu z niej został członkiem Sojuszu Lewicy Demokratycznej. W 2016 r. zainicjował powołanie antykapitalistycznej Partii Socjaliści.
Opiekun Koła Naukowego Krytyki Marksistowskiej na Wydziale Humanistycznym Uniwersytetu Szczecińskiego. Redaktor portalu internetowego Socjalizm Teraz. Jest w Grupie Inicjatywnej Partii Socjaliści.
Pisze także i publikuje wiersze.

## Prace
- Przyczynek do teorii społeczeństwa socjalistycznego (1981)
- Klasy społeczne: z historii pojęcia (1990)
- Wolność i interpelacja (2004)
- Życie codzienne w matriksie. Filozofia społeczna w ponowoczesności (2007)
- Studia z teorii klas społecznych (2011)
- Socjalizm (2013)
- De non existentia dei czyli o nieistnieniu boga (2015)
- Filozofia, marksizm, socjalizm (2021)